# Nicolas Savin
Pour les articles homonymes, voir Savin (homonymie).
Jean-Baptiste Nicolas Savin, né le 13 juillet 1792 à Rouen et mort le 29 novembre 1894 à Saratov, est un soldat français de la Grande Armée, prisonnier de guerre et mort en exil en Russie. Il se présentait comme étant le dernier survivant des guerres de la Révolution française (1792-1802), ainsi que le dernier officier français des guerres napoléoniennes.

## Carrière militaire
Savin prétendait s'être engagé dans le second régiment de hussards en 1788, en déclarant être né en 1768. Son père, Alexandre Savin, fut tué durant la bataille visant à défendre le palais des Tuileries (10 août 1792) pendant la Révolution française. Il prétendait avoir participé à la libération de Toulon en 1793, à la campagne d'Égypte en 1798, à la campagne d'Espagne mais n'était à cette époque qu'un jeune enfant.
Il s'engagea volontairement dans la grande armée le 26 août 1811, dans le 2e régiment d'infanterie légère. Transféré dans le 24e régiment d'infanterie légère, il participa à la campagne de Russie en 1812, lors de laquelle il fut fait prisonnier.

## Fin de vie
À la suite des défaites de Napoléon, Nicolas Savin s'établit dans la ville de Saratov en Russie et modifia son nom en Nikolaï Andreïevitch Savin. Il se maria à une femme russe avec laquelle il eut au moins une fille. De 1814 à 1874, il déclara avoir travaillé principalement en tant que professeur de français pour les enfants de la noblesse russe, mais une analyse de sa correspondance montra que sa maîtrise de la grammaire n'était que rudimentaire, ce qui jette un doute sur cette déclaration.
En 1887, le tsar Alexandre III donna « au vieux soldat un présent d’un millier de roubles ». Durant les années 1890, il vécut dans une petite maison russe avec une statue de bronze représentant Napoléon sur son bureau. Voyenski attribue la longue vie de Nicolas Savin à sa consommation de thé et son mode de vie très actif. Même durant ses vieilles années, il aimait peindre et continua de jardiner jusqu’en novembre 1894 où il tomba malade. Après avoir reçu les sacrements, il décéda le 29 novembre et fut enterré dans le cimetière catholique local. Tenant compte de l'année de naissance que Savin s'attribuait, il serait mort à l'âge de 126 ans et serait donc l'être humain le plus âgé connu, mais selon le Service historique de la Défense, il serait mort centenaire, à 102 ans, un âge déjà très respectable pour le XIXe siècle.

## Distinctions
- Médaille de Sainte-Hélène